# Shavy Babicka
Shavy Warren Babicka (* 1. června 2000) je gabonský profesionální fotbalista, který hraje na pozici křídelníka za francouzský klub Toulouse FC a gabonský národní tým.

## Klubová kariéra

### Mangasport
Babicka začal svou seniorskou kariéru ve svém rodném Gabonu v týmu AS Mangasport.

### Kiyovu
V letech 2018 až 2021 hrál ve Rwandě za Kiyovu.

### Aris Limassol
Dne 5. srpna 2021 přestoupil Babicka do kyperského klubu Aris Limassol, kde působil společně se svým krajanem Alexem Moucketou-Moussoundou. V sezóně 2021/22 vstřelil čtyři góly a přidal šest asistencí a byl nominován jako jeden z nejlepších útočných hráčů sezóny.

### Toulouse
Dne 14. ledna 2024 oznámil Aris Limassol Babickův přestup do francouzského klubu Toulouse FC za poplatek 2,75 milionu eur, což byla rekordně vysoká částka, kterou kdy Aris obdržel.

## Reprezentační kariéra
Babicka byl v červnu 2022 povolán do gabonského národního týmu na několik kvalifikačních zápasů Afrického poháru národů 2023. V dresu Gabonu debutoval při výhře 1:0 nad DR Kongo 4. června 2022, kdy vstřelil vítězný gól zápasu.

## Statistiky

### Klubové
Platí k zápasu hranému 15. září 2024.
| Klub              | Sezóna            | Liga              | Liga   | Liga | Národní pohár | Národní pohár | Kontinentální | Kontinentální | Ostatní | Ostatní | Celkově | Celkově |
| Klub              | Sezóna            | Soutěž            | Zápasy | Góly | Zápasy        | Góly          | Zápasy        | Góly          | Zápasy  | Góly    | Zápasy  | Góly    |
| ----------------- | ----------------- | ----------------- | ------ | ---- | ------------- | ------------- | ------------- | ------------- | ------- | ------- | ------- | ------- |
| Aris Limassol     | 2021/22           | A' katigoría      | 28     | 3    | 1             | 0             | —             | —             | —       | —       | 29      | 3       |
| Aris Limassol     | 2022/23           | A' katigoría      | 35     | 7    | 1             | 0             | 1             | 0             | —       | —       | 37      | 7       |
| Aris Limassol     | 2023/24           | A' katigoría      | 12     | 1    | 0             | 0             | 11            | 4             | 1       | 0       | 22      | 5       |
| Aris Limassol     | Celkově           | Celkově           | 73     | 11   | 2             | 0             | 12            | 4             | 1       | 0       | 88      | 15      |
| Toulouse          | 2023/24           | Ligue 1           | 12     | 1    | 1             | 0             | 2             | 0             | —       | —       | 15      | 1       |
| Toulouse          | 2024/25           | Ligue 1           | 3      | 3    | 0             | 0             | 0             | 0             | —       | —       | 3       | 3       |
| Toulouse          | Celkově           | Celkově           | 15     | 4    | 1             | 0             | 2             | 0             | -       | -       | 18      | 4       |
| Celkově v kariéře | Celkově v kariéře | Celkově v kariéře | 88     | 15   | 3             | 0             | 14            | 4             | 1       | 0       | 96      | 19      |

### Reprezentační
Platí k zápasu hranému 18. listopadu 2024.
| Národní tým | Rok     | Zápasy | Góly |
| ----------- | ------- | ------ | ---- |
| Gabon       | 2022    | 3      | 1    |
| Gabon       | 2023    | 6      | 0    |
| Gabon       | 2024    | 8      | 2    |
| Celkově     | Celkově | 17     | 3    |

#### Reprezentační góly
Skóre a výsledky Gabonu jsou vždy zapsány jako první. Góly Shavyho Babicky jsou zvýrazněny.
| Góly | Datum          | Místo                                                | Soupeř                  | Skóre | Výsledek | Soutěž                                   |
| ---- | -------------- | ---------------------------------------------------- | ----------------------- | ----- | -------- | ---------------------------------------- |
| 1.   | 4. června 2022 | Stade des Martyrs, Kinshasa, DR Kongo                | DR Kongo                | 1:0   | 1:0      | Kvalifikace na Africký pohár národů 2023 |
| 2.   | 10. září 2024  | Stade de Franceville, Franceville, Gabon             | Středoafrická republika | 2:0   | 2:0      | Kvalifikace na Africký pohár národů 2025 |
| 3.   | 15. října 2024 | Moses Mabhida Stadium, Durban, Jihoafrická republika | Lesotho                 | 1:0   | 2:0      | Kvalifikace na Africký pohár národů 2025 |